# Bojan Filipović
Bojan Filipović (* 1. Januar 1976 in Kruševac, SFR Jugoslawien) ist ein serbischer Fußballspieler.

## Karriere
In seine Heimat spielte Filipović unter anderem beim FK Napredak Kruševac und dem FK Obilić.
Im Jahre 2003 absolvierte er ein Probetraining beim österreichischen Verein SK Sturm Graz. Der damalige Trainer Gilbert Gress sprach sich für eine Verpflichtung aus, was ihm einen gut dotierten Zweijahresvertrag einbrachte. Filipović hatte allerdings einige Probleme sich bei seinem neuen Verein zurechtzufinden. Erst im letzten Spiel seiner ersten Saison, als es für die Grazer um den Klassenerhalt ging, zeigte der Serbe sein gesamtes Können. Die zweite Saison verlief für Filipović besser aber trotzdem durchwachsen. Trotzdem forderte Trainer Michael Petrović für ihn eine Vertragsverlängerung, welche zu stark reduzierten Bezügen auch realisiert wurde. In seiner dritten Saison rechtfertigte Filipović das Vertrauen des Trainers und er avancierte zum Leistungsträger und Publikumsliebling in Graz. Seine Leistungssteigerung brachte einige Transferanfragen aus Japan ein, wobei sich ein Wechsel nie realisieren ließ. 
Im Jahr darauf verlor er allerdings unter Trainer Franco Foda seinen Stammplatz. 2007 wechselte er schließlich in die zweite österreichische Leistungsklasse zu ASK Schwadorf und nach nur einer Saison zurück in seine Heimat, wo er seine Karriere als Aktiver bis 2009 beim FK Spartak Subotica ausklingen ließ.
Seit 2017 ist er Sportdirektor des serbischen Erstligisten FK Napredak Kruševac, bei dem er in den 1990er Jahren als Spieler aktiv gewesen war.